# Straßenwärter

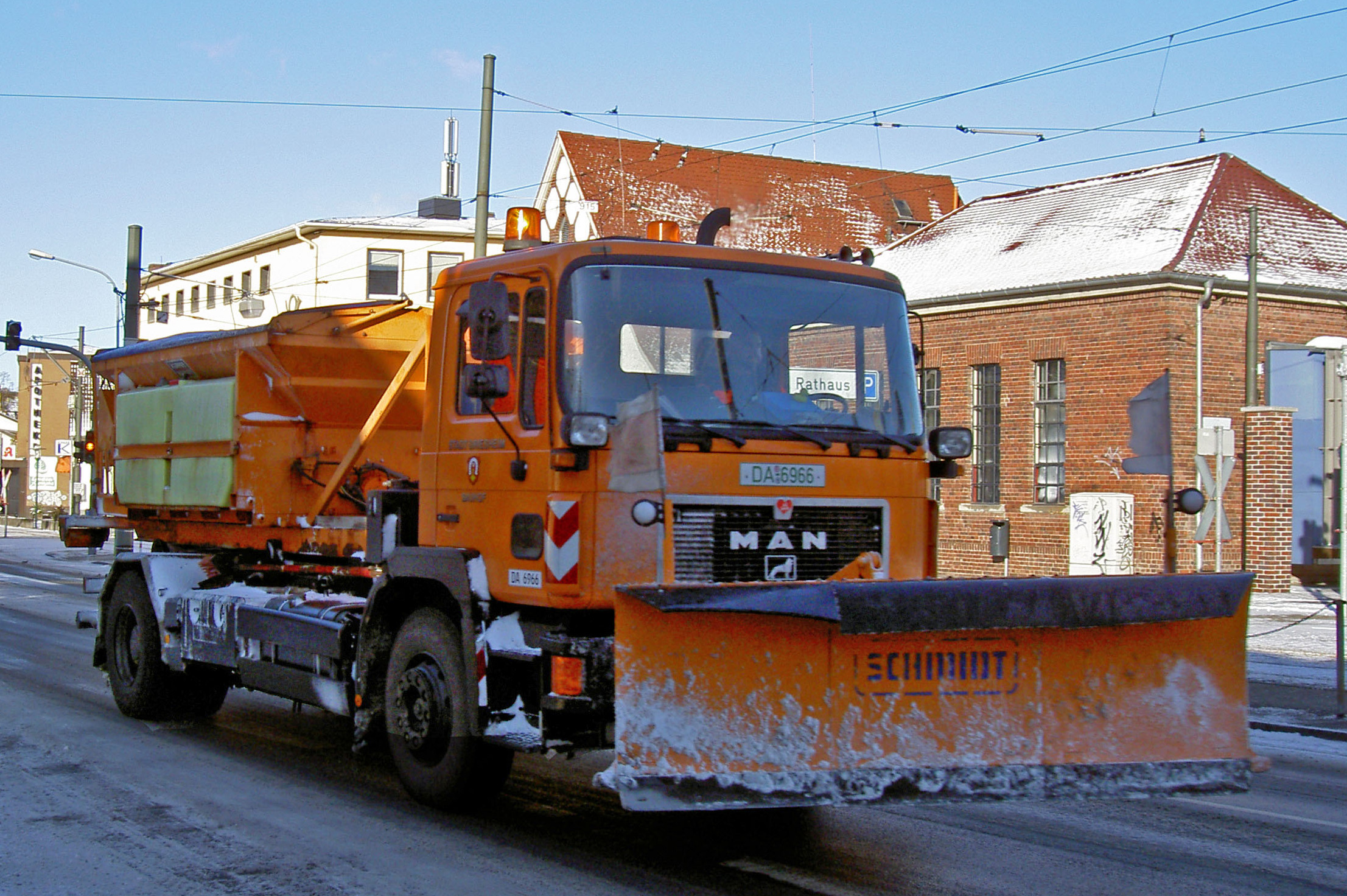
Straßenwärter beim Einsatz im Winterdienst

Der Straßenwärter ist in Deutschland eine ausgebildete Fachkraft, die für den verkehrssicheren Betrieb und Unterhalt von Straßen und Wegen verantwortlich ist. Anstellung findet der Straßenwärter bei Straßen- und Autobahnmeistereien sowie kommunalen Bauhöfen.

## Geschichte
Vorgänger des heutigen Straßenwärters war der Chausseewärter. Er war bis Mitte des 20. Jahrhunderts für die Instandsetzung von Straßen und Wegen in seinem Zuständigkeitsgebiet verantwortlich. Ausgerüstet mit einem Zweiradkarren, Schaufel und Besen führte er kleinere Ausbesserungsarbeiten an den Kies- und Schotterstraßen durch. Des Weiteren war er auch für den Winterdienst und die Straßenreinigung zuständig.
Der Beruf Straßenwärter wurde 1968 auf Betreiben des Verbandes Deutscher Straßenwärter (VDStra.) als Ausbildungsberuf anerkannt und mit den Berufsordnungsmitteln ausgestattet. Von seinem Tätigkeitsfeld gesehen, gehört er zu den ältesten Berufen, denn ein leistungsfähiges Straßennetz war für alle Kulturen von Bedeutung. So wurden schon im Altertum Personen, meist Söldner, damit beauftragt, das Straßennetz auszubauen, zu bewachen und zu pflegen. Straßenwärter sind als Spezialisten in der Stellung von Facharbeitern in den Straßen- und Autobahnmeistereien und in den Bauhöfen der Kommunen tätig. Der Beruf ist stark technisiert und motorisiert.

## Hauptaufgaben
Die Hauptaufgaben des Straßenwärters liegen in der „Erfüllung der Verpflichtung staatlicher und kommunaler Stellen zur Erhaltung der Verkehrssicherheit auf öffentlichen Straßen und Wegen.“
Dies bedeutet im Speziellen:
- Absichern von Unfallstellen und Baustellen
- Streuen und Räumen der Straßen im Rahmen des Winterdienstes
- Instandhaltungsmaßnahmen an Bauwerken (Tunnel, Brücken, Durchlässe etc.) und Straßen durchführen
- Das Durchführen der so genannten Grün- und Gehölzpflege
- Grünflächen und Sichtbereiche an Straßen und Kreuzungen mähen
- Verkehrszeichen und Verkehrs(leit)einrichtungen wie z. B. Leitpfosten, Verkehrszeichen, Schutzplanke anbringen und warten
- Kontrolle des Straßennetzes
- Straßenreinigung

## Ausbildung
Die duale Ausbildung dauert in der Regel drei Jahre, wobei die Aufnahme mindestens die Berufsschulreife voraussetzt. Weiterhin sind eine gute Auffassungsgabe, technisches Verständnis und handwerkliches Geschick von Vorteil. Teamfähigkeit und Flexibilität sind unerlässlich.
Die gesundheitliche Eignung zum Erwerb der Führerscheinklasse CE ist Voraussetzung für die Einstellung, da der Erwerb dieses Führerscheins fester Bestandteil der Ausbildung ist.

## Sicherheitsrisiken
Viele Arbeiten werden bei laufendem Verkehr durchgeführt, wobei die Dienstfahrzeuge als Absicherung der Baustellen dienen.
Unachtsamkeit der Verkehrsteilnehmer ist häufig die Ursache von schweren Unfällen, in die Straßenwärter verwickelt werden.

## Schutzpatron
Der Vatikan hat am 22. Februar 2011 auf Nachfrage der Interessenvertretung der Straßenwärter VDStra bestätigt, dass der heilige Christophorus der Schutzpatron der Straßenwärter in Deutschland ist.

## Aufstiegschancen
Straßenwärter können nach entsprechender Berufserfahrung zum Vorarbeiter (Oberstraßenwärter), Kolonnenführer, Teamleiter, Abteilungsleiter, Streckenwart oder Bauaufseher aufsteigen. Nach mindestens drei Gesellenjahren wird auch eine Weiterbildung zum Straßenwärtermeister angeboten. Der Berufsabschluss berechtigt zum Studium des Bautechniker Fachrichtung Tiefbau. In Verbindung mit einer Hochschulreife ist das Studium zum Bauingenieur möglich. In einigen Bundesländern ist dieses Studium ohne Hochschulreife möglich.

## Wappen
1988 wurde den Straßenwärtern ein Berufszeichen gestiftet. Es zeigt auf dem Wappenschild den Horizont und das Betätigungsfeld der Straßenwärter, und zwar Straße und Landschaft. Die historische Darstellung des Rades verweist auf den Straßenverkehr, die Darstellung des Eiskristalls auf die besonderen Erschwernisse des Straßenbetriebsdienstes bei der Bekämpfung von Schnee und Eis. Ein Mehrzweckgeräteträgerfahrzeug – meist Unimog – steht für die Technisierung und Motorisierung der Berufsarbeit der Straßenwärter.